# 隋唐演義
《隋唐演義》，中國長篇歷史小說，作者褚人穫，成書於1675年，初印於1695年，全書100回，主要根據袁令《隋史遺文》等素材編寫，講述從隋代興起到唐玄宗之間約二百年的政治興亡與英雄事跡。小說表明唐朝興起乃是天意，對英雄豪傑的命運難料也流露同情和感慨，書中人物並非善惡分明，當中以秦叔寶的經歷和心理描寫得最精采細致。小說缺點是情節散漫，英雄人物形象不夠貫徹始終。《隋唐演義》是舊小說中的傑出作品，影響了後來的歷史小說，特別是流行一時的《說唐演義》。

## 作者
《隋唐演義》作者是清朝初年的褚人穫，他是學者兼出版商，其書坊製作的版本品質極高，木刻印藝一流，開本較大，紙質優良，附有插圖，曾出版神話小說《封神演義》。他涉獵極廣，深諳歷史，寫文章旁徵博引。他約於1675年編成《隋唐演義》，1695年付梓初版。:450-451

## 素材
《隋唐演義》捏合了各種鬆散的素材:107，褚人穫採諸正史無多:247，自稱小說改編自羅貫中《隋唐兩朝志傳》。他幾乎借鑑了明末袁令的《隋史遺文》全書，部份抄錄，部份改寫，他也借鑑於晚明小說《隋煬帝艷史》的主要章節，並引錄多種隋、唐的小說野史，如劉餗《隋唐嘉話》、李肇《國史補》及韓偓《金鑾密記》等:474、451、471。小說刪去《隋煬帝艷史》中直白的色欲描寫，改變了隋煬帝荒淫好色的形象:248。此外，詩詞、唐傳奇:107、明末短篇小說集《今古奇觀》等，也是褚人獲的素材:113。

## 內容
《隋唐演義》縱述中國從570年至770年約兩百年間政治勢力的消長:451:106，作者沒有嚴格按歷史時序串連故事，而是按照專題內容將故事安插在不同的段落中。小說100回，大致可分為八大專題：隋朝的興起和統治（散見於第48回之前）、秦叔寶的經歷及其他各路英雄（散見於第46回之前）、唐朝李氏的興起及其內部鬥爭（散見於第60回之前）、愛情糾葛（第60至63回）、唐太宗執政（第60至70回）、武則天（第69至75回）、韋（第76至77回）、唐明皇（第77至100回）:107。隋唐間英雄秦叔寶、竇建德、單雄信、王伯當、花木蘭等事跡，在前70回穿插而出:139，書中最精采的文章，是描寫秦叔寶這個落魄英雄努力壓制自己造反衝動的心理及其尷尬處境:111。褚人穫愛寫突出的年輕女子，把竇建德女兒竇線娘和單雄信女兒單愛蓮，寫成甘願代父受刑的奇女子:14，而楊貴妃和安祿山則有姦情:108（褚人穫頌揚女子與愛情，可能跟當時流行的才子佳人小說有關:248）。小說結尾講述，唐明皇和楊貴妃分別是隋煬帝及其愛妃朱貴兒投胎轉世的後身，前世今生的因果聯繫起隋、唐兩部份:248。除第64回外，所有章回都附有誨人評語，揭示該回的教訓:107。

## 主題思想
褚人穫想表現的是，唐朝興起乃是天意，意在突出歷史轉變背後的深層動機、天命劫數及政治機構本身的缺陷:451-452。小說肯定朝代興替依循天道，自有其理性，但對秦叔寶等隋唐英雄的升沉聚散、悲歡離合、命運難料，仍流露無可奈何的悲涼。褚人穫似乎對反抗真命天子的落魄英雄更表同情，暗諷正統政權鏟除叛逆豪傑:247。他不願把筆下的主要人物勾劃得平板、好壞涇渭分明，小說中李世民不是道德典範，也免不了受色相誘惑，以致疏忽職守:452；而隋煬帝則不完全是個暴君，而像個風流天子:111，對他的風流韻事和風騷豪奢，艷羨同情多於嚴辭指責。對唐明皇和楊貴妃的故事，雖然也指稱楊貴妃禍國，但還是夾雜感慨和憐憫:248。

## 成就
《隋唐演義》是舊小說中的傑出作品:111，與《三國演義》同是中國歷史上最值得當作文學一樣推薦的歷史小說:7。褚人穫對世故人情比較通達，對政治的認識較為高明，能描述高層政治人物的生活，多少能表現亂世中的複雜人生，呈現人物的個性、身份與處境，以及人與人之間的關係:111、113、122。如第82回講述李白見知於唐明皇，情境生動，當中李白有瀟灑的風度，唐明皇則表現得像個愛好音樂文學的風流天子，為人頗有風趣和人情味:113、116-117、121。小說改寫《隋史遺文》時，會加入情節，使描寫更細膩。在秦叔寶和單雄信刑場訣別一節，把一向感激單雄信的秦太夫人也寫進去，可說是神來之筆。李密被亂箭射死一節，也改寫得比《隋史遺文》更精采:14、11。小說改進了秦叔寶的材料，細寫其心理，把秦叔寶刻劃成中國小說中最細膩動人的軍事英雄之一:23。
小說的缺點是，結構不夠完整，情節散漫，從各種稗史抄來的故事太多，反而削弱了作者的想象力:112；小說前66回較精采，後34回從武則天寫到唐明皇，頭緒較繁，穿插的名人小故事太多，不夠緊湊。不過按照傳統小說標準來說，下半部份仍不失為上乘之作:3。小說中英雄人物不能自始至終形象突出，秦叔寶投唐以後就沒有什麼精采之處，單雄信對李世民的仇恨寫得不夠強烈，李靖和紅拂女私奔後，變成了一個光棍老道，美慧的紅拂女卻不知哪裏去了:112。書中有些戀愛故事寫得頗為迂腐，如羅成和竇線娘、花木蘭妹妹花又蘭三人的感情和婚姻:10。文字方面，魯迅批評小說文辭過於浮艷，不夠沉著，精神低落:140。

## 影響
《隋唐演義》曾是中國最受讀者歡迎的小說之一。小說最後三分一的內容，成為清代鍾興德《混唐平西傳》的重要藍本:106-107。1783年成書的《說唐演義》很大部份依據《隋唐演義》改寫:110:475，後來《說唐演義》比《隋唐演義》更為普及和受歡迎:4。